# CIA und der Drogenhandel
Die Central Intelligence Agency (CIA), der Auslandsgeheimdienst der Vereinigten Staaten, wurde wiederholt beschuldigt, in den Handel mit illegalen Drogen verwickelt zu sein bzw. diesen toleriert oder gefördert zu haben. Zahlreiche Journalisten und Autoren haben sich mit der Verwicklung amerikanischer Geheimdienste in den Drogenhandel beschäftigt und Reportagen und Bücher darüber veröffentlicht. Tim Weiner zufolge „wurde die CIA seit ihrer Gründung im Jahr 1947 beschuldigt, im Namen des Antikommunismus Zweckbündnisse mit Drogenhändlern in der ganzen Welt einzugehen“. Dabei dienten Drogengelder sowohl zur Finanzierung eigener verdeckter Aktivitäten als auch zur Destabilisierung feindlicher Regime. Derartige Anschuldigungen wurden auch in mehreren offiziellen Untersuchungen aufgearbeitet. Die verschiedenen Untersuchungen haben im Allgemeinen nicht zu eindeutigen Schlussfolgerungen geführt, dass die CIA selbst direkt Drogenhandelsoperationen durchgeführt hat, obwohl es Fälle von Komplizenschaft bei illegalen Aktivitäten gegeben haben könnte.

## Frankreich
In der Nähe von Marseille in Frankreich wurden 1937 erstmals illegale Labore zur Herstellung von Heroin entdeckt. Diese Labore wurden von dem korsischen Bandenführer Paul Carbone betrieben. Jahrelang war die korsische Mafia in die Herstellung von und den Handel mit Heroin, vor allem in die Vereinigten Staaten, verwickelt gewesen. Dieses Heroin-Netzwerk wurde schließlich als „French Connection“ bekannt. Die korsische Bande wurde nach dem Zweiten Weltkrieg von der CIA und dem SDECE geschützt, weil sie die französischen Kommunisten daran hinderte, den alten Hafen von Marseille unter ihre Kontrolle zu bringen. Über den Hafen von Marseille wurde bis in die 1970er Jahre im großen Stil Heroin nach Nordamerika geschmuggelt. Nachdem der Drogentransfer aus Südostasien durch den Verlust Indochinas durch Frankreich zum Erliegen gekommen war, wurden die Rohmaterialien zunehmend aus der Türkei beschafft.

## Südostasien
Während des Koreakriegs tauchten nach 1949 die ersten Vorwürfe der Verstrickung in den Drogenhandel gegen die CIA auf, die auf Geschäfte zurückgingen, bei denen Waffen an die besiegten Generäle von Chiang Kai-shek im Austausch gegen Geheimdienstinformationen geliefert wurden. In Myanmar unterstützte die CIA chinesische Nationalisten und ethnische Milizen in Kokang, die entscheidend am Aufbau des modernen Drogenhandels beteiligt waren. Später, als die CIA von 1961 bis 1975 einen „geheimen Krieg“ in Laos unterstützte, wurde sie beschuldigt, im Gebiet des Goldenen Dreiecks mit Heroin zu handeln.
Um ihren „geheimen Krieg“ gegen die kommunistische Bewegung Pathet Lao in Laos zu führen, nutzte die CIA die Volksgruppe der Hmong. Aufgrund des Krieges waren die Hmong auf den Schlafmohnanbau angewiesen, um harte Währung zu erhalten. Die Ebene der Steinkrüge war 1964 von Pathet-Lao-Kämpfern erobert worden, was dazu führte, dass die laotische Luftwaffe ihre C-47-Transportflugzeuge für den Opiumtransport nicht mehr hier landen konnte. Die laotische Luftwaffe hatte fast keine leichten Flugzeuge, die auf den unbefestigten Landebahnen in der Nähe der Mohnfelder auf den Berggipfeln landen konnten. Da sie so keine Möglichkeit hatten, ihr Opium zu transportieren, standen die Hmong vor dem wirtschaftlichen Ruin. Air America, eine CIA-Tarnorganisation, war die einzige Fluggesellschaft, die im Norden von Laos zur Verfügung stand. Alfred McCoy schreibt: „Verschiedenen unbestätigten Quellen zufolge begann Air America, Opium aus den Bergdörfern nördlich und östlich der Ebene der Steinkrüge zum Hauptquartier des CIA-Agenten und Hmong-Generals Vang Pao in Long Tieng zu fliegen.“ Das Heroin machte auch viele Soldaten aus dem Vietnamkrieg abhängig, was der Droge half, sich später in den USA zu verbreiten.
Der CIA-Tarnfirma Air America wurde vorgeworfen, im Auftrag des Hmong-Führers Vang Pao vom Opium- und Herointransport profitiert zu haben, bzw. beim Drogenhandel des laotischen Militärs „wegzuschauen“, was auch vom ehemaligen laotischen CIA-Paramilitär Anthony Poshepny (alias Tony Poe), ehemaligen Air-America-Piloten und anderen am Krieg beteiligten Personen bestätigt wurde. Larry Collins behauptet:

„Während des Vietnamkriegs fielen die US-Operationen in Laos weitgehend in die Zuständigkeit der CIA. Der Stellvertreter der CIA war der laotische General Vang Pao, der die Militärregion 2 in Nordlaos befehligte. Er rekrutierte 30.000 Hmong-Stammesangehörige im Dienste der CIA. Diese Stammesangehörigen bauten, wie schon seit Generationen, Schlafmohn an. Schon bald hatte jemand - es gab unbewiesene Behauptungen, dass es sich um eine Mafiafamilie aus Florida handelte -ein Labor für die Heroinraffination in Region Zwei eingerichtet. Die Produktion des Labors wurde bald mit den Flugzeugen der CIA-Tarnfluggesellschaft Air America abtransportiert.“

Weitere Belege für den Opiumhandel in Laos, der mit der CIA in Verbindung stand, wurden 1968 von der Zeitschrift Rolling Stone und 1972 von Alfred McCoy geliefert. McCoy erklärte:

„In den meisten Fällen handelte es sich bei der Rolle der CIA um verschiedene Formen der Komplizenschaft, der Duldung oder der Unwissenheit über den Handel, nicht aber um eine direkte Schuld am eigentlichen Handel ... Die CIA handelte nicht mit Heroin, aber sie versorgte ihre Verbündeten, die Drogenbarone, mit Transportmitteln, Waffen und politischem Schutz. Zusammenfassend lässt sich sagen, dass die Rolle der CIA im südostasiatischen Heroinhandel eher eine indirekte Mitschuld als eine direkte Schuld beinhaltete.“

Historiker wie William M. Leary oder Curtis Peebles stritten ab, dass Mitarbeiter von Air America am Opiumtransport beteiligt waren.

## Vereinigte Staaten
Während einer Untersuchung der Sendung Frontline des öffentlich-rechtlichen Public Broadcasting Service sagte der DEA-Agent Hector Berrellez: „Ich glaube, dass Elemente, die für die CIA arbeiten, daran beteiligt waren, Drogen ins Land zu bringen ... Ich weiß genau, dass einige der CIA-Vertragsarbeiter, d.h. einige der Piloten, tatsächlich Drogen in die USA brachten und einige dieser Drogen auf Militärflugplätzen der Regierung landeten. Und ich weiß das, weil mir einige dieser Piloten gesagt haben, dass sie das tatsächlich getan haben.“ Der angebliche Drogenschmuggel der CIA wurde auch für die Crack-Epidemie unter Afroamerikanern verantwortlich gemacht, die sich zu einer landesweiten Krise entwickelte.
Mehrere Journalisten behaupten, dass die CIA den Mena Intermountain Municipal Airport in Mena, Arkansas nutzte, um Waffen und Munition an die Contras in Nicaragua und Drogen zurück in die Vereinigten Staaten zu schmuggeln. Barry Seal soll für die CIA Drogen im Wert von mehreren Milliarden US-Dollar geschmuggelt haben. Bevor er vor einer Grand Jury aussagen konnte, wurde er 1986 in Louisiana erschossen. Einige Theorien gehen davon aus, dass hochrangige Persönlichkeiten wie Oliver North, der ehemalige CIA-Direktor und spätere US-Präsident George H. W. Bush sowie der damalige Gouverneur von Arkansas, Bill Clinton, in die Drogengeschäfte in Arkansas involviert waren, davon wussten und die Täter gedeckt haben sollen. Nach Seals Tod wurde laut Daniel Hopsicker in seiner Brieftasche angeblich die private Nummer von George H. W. Bush gefunden.
Die CIA dementierte die Anschuldigungen. Die Selbstuntersuchung der CIA, die vom Generalinspektor der CIA beaufsichtigt wurde, soll ergeben haben, dass die CIA weder an illegalen Aktivitäten in Mena beteiligt war noch davon wusste. In dem Bericht hieß es, dass die Behörde in Zusammenarbeit mit einer anderen Bundesbehörde eine Trainingsübung auf dem Flughafen durchgeführt habe und dass die auf dem Flughafen ansässigen Unternehmen „routinemäßige luftfahrtbezogene Dienstleistungen an der Ausrüstung der CIA“ erbracht hätten.

## Nicaragua
1986 begann der Ausschuss für auswärtige Beziehungen des US-Senats mit der Untersuchung des Drogenhandels aus Mittel- und Südamerika und der Karibik in die Vereinigten Staaten. Die Untersuchung wurde vom Unterausschuss für Terrorismus, Rauschgift und internationale Operationen unter dem Vorsitz von Senator John Kerry durchgeführt, weshalb der Abschlussbericht von 1989 als Kerry Comitee Report bekannt wurde. Der Bericht kam zu dem Schluss, dass „es klar ist, dass Personen, die die Contras unterstützten, in den Drogenhandel verwickelt waren, dass das Versorgungsnetz der Contras von Drogenhandelsorganisationen genutzt wurde und dass Elemente der Contras selbst wissentlich finanzielle und materielle Unterstützung von Drogenhändlern erhielten.“
1996 schrieb Gary Webb eine Reihe von Artikeln, die in den San Jose Mercury News veröffentlicht wurden und in denen er Nicaraguaner untersuchte, die mit den von der CIA unterstützten Contras in Verbindung standen und Kokain in die USA geschmuggelt hatten, das dann als Crack in Los Angeles vertrieben wurde und die Gewinne an die Contras weiterleitete. In seinen Artikeln wurde behauptet, dass die CIA von den Kokaintransaktionen und den großen Drogenlieferungen der Contra-Mitarbeiter in die USA wusste und Drogenhändler direkt unterstützte, um Geld für die Contras zu beschaffen. Mit dem Geld finanzierten die Contras ihren Aufstand gegen die Sandinisten in Nicaragua. Die Los Angeles Times, die New York Times und die Washington Post leiteten eigene Untersuchungen ein und wiesen Webbs Behauptungen zurück. Im Mai 1997 veröffentlichte der Chefredakteur der Mercury News, Jerry Ceppos, der die Serie gebilligt hatte, eine Kolumne, in der er Mängel einräumte, gleichzeitig aber behauptete, die Geschichte sei „in vielen wichtigen Punkten korrekt“. Webb veröffentlichte 1998 das Buch The CIA, the Contras, and the Crack Cocaine Explosion, was auf seinen Recherchen beruhte. Webb wurde 2004 in Kalifornien mit zwei Schusswunden aufgefunden. Der Gerichtsmediziner stufte seinen Tod als Selbstmord ein.

## Mexiko
Im Oktober 2013 behauptete ein amerikanischer Fernsehsender, dass CIA-Agenten an der Entführung und Ermordung des DEA-Geheimagenten Enrique Camarena beteiligt waren, weil er in den 1980er Jahren eine Bedrohung für die Drogenoperationen der CIA in Mexiko darstellte. Camarena soll die Verbindungen der CIA zu den verschiedenen Drogenkartellen aufgedeckt haben und deshalb eine Gefahr geworden sein. Nach Angaben des Senders stammen diese Informationen aus mehreren Quellen, insbesondere von zwei ehemaligen Bundesagenten und einem ehemaligen CIA-Mitarbeiter. Allen drei angeblichen Quellen zufolge arbeitete die CIA mit Drogenhändlern zusammen, die Kokain und Marihuana in die Vereinigten Staaten einführten und ihren Anteil an den Gewinnen zur Finanzierung der Contra-Rebellen verwendeten, die versuchten, die linksgerichtete Regierung Nicaraguas zu stürzen. Der CIA-Sprecher, der auf die Anschuldigungen reagierte, bezeichnete es als „lächerlich“ zu behaupten, dass die CIA irgendetwas mit der Ermordung eines US-Bundesagenten zu tun habe.

## Honduras
Der honduranische Drogenboss Juan Matta-Ballesteros war Eigentümer von SETCO, einer Fluggesellschaft, die von den nicaraguanischen Contras in den frühen 1980er Jahren für den verdeckten Transport von Militärgütern und Personal genutzt wurde. Autoren wie Peter Dale Scott und Jonathan Marshall haben die Vermutung geäußert, dass der Wunsch der US-Regierung, diese geheimen Transporte zu verbergen oder zu schützen, sie dazu veranlasste, das DEA-Büro in Honduras zu schließen, als die Ermittlungen gegen SETCO begannen, so dass Matta-Ballesteros seinen Drogenhandel fortsetzen und ausweiten konnte.

## Venezuela
Im Jahr 1990 führte eine fehlgeschlagene CIA-Operation zur Drogenbekämpfung in Venezuela dazu, dass mindestens eine Tonne Kokain in die Vereinigten Staaten geschmuggelt und auf der Straße verkauft wurde. Der Vorfall, der erst 1993 bekannt wurde, war Teil eines Plans, der einem verdeckten Ermittler helfen sollte, das Vertrauen eines kolumbianischen Drogenkartells zu gewinnen. Der Plan beinhaltete den unbeaufsichtigten Transport von Hunderten von Pfund Kokain aus Venezuela. Das Rauschgift in den Lieferungen wurde von der venezolanischen Drogenbekämpfungseinheit bereitgestellt, die mit der CIA zusammenarbeitete und in Venezuela beschlagnahmtes Kokain verwendete. Die Lieferungen erfolgten trotz der Einwände der US-amerikanischen Drogenbehörde DEA und 1000 Kilogramm Kokain gelangten in die USA, die nicht abgefangen wurden. Als der Plan ans Licht kam, trat der für die Operation verantwortliche CIA-Offizier zurück und sein Vorgesetzter wurde versetzt. Die CIA gab eine Erklärung zu dem Vorfall ab, in der es hieß, dass „mehrere CIA-Offiziere schlechtes Urteilsvermögen an den Tag gelegt hätten“.
Außerdem wurden der ehemalige venezolanische Drogenbekämpfungsleiter General Ramon Guillen Davila und sein wichtigster ziviler Helfer im Zusammenhang mit den Lieferungen angeklagt. Da Venezuela seine Staatsbürger nicht ausliefert, wurde Guillen in den USA nicht vor Gericht gestellt, aber sein ziviler Helfer wurde in den Vereinigten Staaten verhaftet und zu 20 Jahren Haft verurteilt.

## Afghanistan
Alfred McCoy hat behauptet, dass die CIA jahrzehntelang die Heroinproduktion in Afghanistan gefördert hat, um Operationen zur Eindämmung des Kommunismus und später zur Eindämmung des Islamismus zu finanzieren. McCoy behauptet, dass die CIA lokale Warlords schützte und ihnen Anreize bot, zu Drogenbaronen zu werden. In seinem Buch Politics of Heroin wirft McCoy der CIA Komplizenschaft im weltweiten Drogenhandel in Afghanistan, Südostasien, Mittelamerika und Kolumbien vor und behauptet, dass die CIA bei all ihren Drogengeschäften nach einem ähnlichen Muster vorgeht. McCoy hat auch geschrieben, dass die CIA in den 1980er Jahren „im Kampf gegen die sowjetische Besatzung Afghanistans über den pakistanischen Geheimdienst afghanische Kriegsherren unterstützte, die die Waffen, die Logistik und den Schutz der CIA nutzten, um zu großen Drogenbaronen aufzusteigen.“
Nach Angaben der New York Times trafen sich 2006 der US-Botschafter in Kabul, der Leiter der CIA-Station und der Leiter der MI6-Station mit dem afghanischen Präsidenten Hamid Karzai, um die Vorwürfe bezüglich der Verwicklung seines Halbbruders Ahmad Wali Karzai in den Drogenhandel anzusprechen, in der Hoffnung, dass er der Ausweisung seines Bruders aus Afghanistan zustimmen würde. Bevor er einer solchen Maßnahme zustimmte, verlangte Karzai die Vorlage eindeutiger Beweise für die Verwicklung seines Bruders – Beweise, die die USA und das Vereinigte Königreich entweder nicht bereit oder nicht in der Lage waren zu liefern.
Im Oktober 2009 veröffentlichte die New York Times einen Artikel, in dem berichtet wurde, dass Ahmed Wali Karzai nach Angaben ungenannter ehemaliger und aktueller amerikanischer Beamter acht Jahre lang – kurz nach der Wahl seines Bruders zum Präsidenten – regelmäßige Zahlungen von der CIA erhalten habe und in den Opiumhandel in Afghanistan verwickelt sei. Karzai wies die Vorwürfe zurück und erklärte, er habe den Vereinigten Staaten Geheimdienstinformationen geliefert, sei aber nicht dafür entschädigt worden. Mahmud Karzai sagte gegenüber Gerald Posner: „Dies wird vom ISI (pakistanischer Geheimdienst) koordiniert. Sie stecken hinter den Attentaten auf mehrere Provinzführer, die gegen die Taliban sind. Und mein Bruder ist das letzte große Hindernis für sie im Süden. Wenn sie Ahmed Wali beseitigen, werden die Taliban die Lücke füllen“. Ahmad Wali Karzai wurde schließlich 2011 in Kandahar ermordet.

## Mediale Darstellung
In dem Film Kill the Messenger von 2014 spielte der Schauspieler Jeremy Renner die Rolle des Gary Webb.
Im Film Sicario aus dem Jahr 2015 spielt die Schauspielerin Emily Blunt eine FBI-Spezialagentin, die sich einer Einheit anschließt, um ein mexikanisches Drogenkartell zu Fall zu bringen, nur um herauszufinden, dass das wahre Ziel ihrer CIA-Kollegen darin besteht, die Kontrolle über den Drogenhandel an ein verbündetes kolumbianisches Kartell zurückzugeben.
Der Film Barry Seal – Only in America aus dem Jahr 2017 erzählt die Geschichte von Barry Seal, einem Piloten und Drogenschmuggler des Medellín-Kartells, der seine Geschäfte über Mena in Arkansas abwickelte.
In der 2017 erstmals ausgestrahlten Fernsehserie Snowfall geht es um die Beteiligung der CIA an der Einführung von Kokain und Crack in Los Angeles.